# Ted Wilde
Ted Wilde (New York, 16 december 1889 – Hollywood, 17 december 1929) was een Amerikaans regisseur en scenarioschrijver.

## Levensloop
Ted Wilde was een goede vriend van de komiek Harold Lloyd. Hij schreef in de jaren 20 verschillende scenario's voor zijn films. Hij draaide ook twee films met Lloyd in de hoofdrol. Voor de filmkomedie Speedy werd hij bovendien genomineerd voor de Oscar voor beste regie. Zijn veelbelovende carrière als filmregisseur eindigde abrupt, toen hij op de dag na zijn 40ste verjaardag overleed aan de gevolgen van een beroerte.

## Filmografie
- 1924: The Battling Orioles
- 1924: The Goofy Age
- 1925: The Haunted Honeymoon
- 1925: A Sailor Papa
- 1927: The Kid Brother
- 1927: Babe Comes Home
- 1928: Speedy
- 1930: Loose Ankles
- 1930: Clancy in Wall Street